# Tülay Sanlav

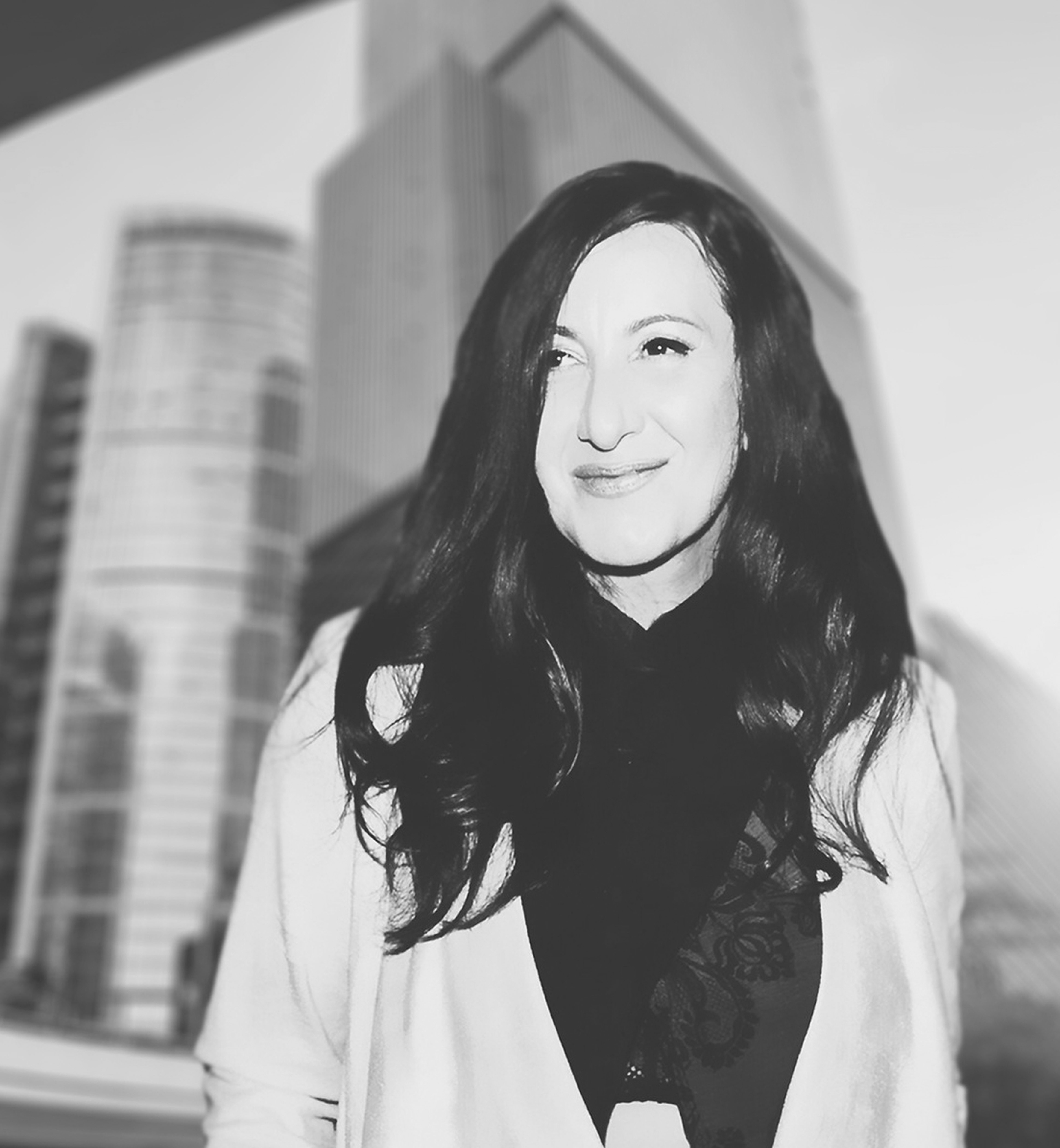
Tülay Sanlav (2021)

Tülay Sanlav (* 18. April 1969) ist Sängerin und Songwriterin. Sie ist Gründerin der Künstlerplattform „Eyecandy Frankfurt“ und Kreativdirektorin der Branding- und Kommunikationsagentur „Das Konzpt“.

## Leben
Tülay Sanlav kam mit ihren Eltern 1971 nach Deutschland. Ihr Vater Sedat Sanlav war Musikproduzent und Multiinstrumentalist und betrieb Ende der 70er Jahre ein Tonstudio und produzierte zahlreiche Alben mit europäischen Musikkünstlern. Als Teenager schrieb und produzierte Tülay Sanlav im Tonstudio ihres Vaters ihre ersten Lieder, zudem begleitete sie ihn als Keyboarderin und Chorsängerin bei Auftritten. Ihre Texte schreibt sie bis heute, je nach Thematik und Gefühl, auf Türkisch, Englisch oder Deutsch.
Mit 18 erhielt sie durch Peter Ries und Gregory de Neufville als Sängerin der Formation „Bourbon Club“ ihren ersten Plattenvertrag bei Logic Records. Als Chorsängerin von Moses Pelham, der auch bei Logic Records unter Vertrag ist, folgte ihre erste große Tournee Black Beat Night-Tour mit Chaka Khan, Mother’s Finest und Maze. Später produzierte sie mehrere Alben und Songs, hauptsächlich mit ihrem Gitarristen und langjährigen, musikalischen Partner Gregory de Neufville. Es entstanden zahlreiche Songs und Zusammenarbeiten, auch für nationale und internationale Künstler wie Montell Jordan, Patrick Dewayne, Papa Bear, Jan van der Toorn. Sie ging auf Tourneen, unter anderem gemeinsam mit den Leningrad Cowboys, und war Chorsängerin für Michael Jackson, Sidney Youngblood, Moses Pelham, Sven Väth, The Temptations, DJ Bobo, Julia Neigel, Tuğçe San und Samantha Fox. Auch den Künstler J-Luv begleitete sie zeitweise als Chorsängerin, unter anderem für seine Auftritte im Vorprogramm von Erykah Badu. Parallel finanzierte sie sich als Sängerin und Sprecherin in Werbejingles ihre künstlerische Laufbahn.
In ihrer Laufbahn erhielt sie mehrere Plattenverträge, unter anderem bei Marlboro Music, Music of one World, Metronome/Universal Music, BMG Türkei sowie Red Rooster Records. 2002 lernte sie durch das Projekt „Queensize“ Ralph Siegel kennen. Das Trio Queensize arbeitete ein Jahr als Chor für mehrere Projekte wie Nicole und Corinna May. Mit Corinna May und der Formation Queensize, Nadine, Phylliz gewannen sie den deutschen Vorenschteid des Eurovision Song Contest in Kiel. Es folgte die Teilnahme am internationalen Eurovision Song Contest 2002 in Talin, Estland. Als Vocalcoach, Songschreiberin und Sängerin begleitete sie in Europa und Amerika nationale und internationale Musikproduzenten wie Frank Farian und Bassy Bob Brockman. 2013 war sie Teil der neuen Ausgabe der Augsburger Puppenkiste. 2015 arbeitete Tülay in Los Angeles mit dem Grammy-preisgekrönten Produzenten Eric Hudson an ihren eigenen Songs sowie auch an Titeln weiterer Künstler.
Im Jahr 1999 gründete sie die Agentur „Das Konzpt“, wo sie als Kreativdirektorin nachhaltige Konzepte für „Sensorisches Marketing“ entwirft. 
2021 initiierte Tülay Sanlav die Künstlerplattform Eyecandy Frankfurt. Unter der Philosophie „Mein Religion ist Kunst“ vernetzt sie Künstler aus unterschiedlichen Genres, darunter Maler, Tätowierer, Musiker, Autoren, Modedesigner Fotografen oder Tänzer. Am 7. Juli 2021 präsentierte sie an der alten Oper anlässlich der lokalen City Aktivierung im Rahmen der Frankfurt Fashion Lounge erstmalig Künstler aus ihrer Eyecandy Frankfurt-Plattform.
Im Frühjahr 2022 startete die Kooperation mit dem NordWestZentrum Frankfurt mt der ersten großen Ausstellung Frühlingserwachen sowie dem Temple of Arts - Festival.
Parallel entstand in Offenbach am Main die Kreativstätte von Eyecandy Frankfurt, die seit März 2022 gleichermaßen Kunstatelier und Galerie ist.
Im Dezember 2024 veröffentlichte Tuelay Sanlav nach einer langen Pause ihre neue Single Soulfood und mein Eyecandy bei ihrem Label Kitchengroove.

## Diskografie
| JAHR | CREDITS                                       | KÜNSTLER                                                                  | SINGLE                                          | ALBUM/EP                                                          | LABEL                                                                        |
| ---- | --------------------------------------------- | ------------------------------------------------------------------------- | ----------------------------------------------- | ----------------------------------------------------------------- | ---------------------------------------------------------------------------- |
| 1989 | Vocals                                        | Off: Luca Anzilotti, Michael Münzing, Sven Väth                           | Ask yourself                                    | Off                                                               | Ariola                                                                       |
| 1990 | Vocals                                        | Off: Luca Anzilotti, Michael Münzing, Sven Väth                           | Move you Body                                   |                                                                   | Ariola                                                                       |
| 1991 | Backing Vocals                                | BG Prince of Rap                                                          |                                                 | Paradise Programme - Deep Green Remixes                           | Dance Pool                                                                   |
| 1992 | Production, Artist, Songwriter                | Tülay                                                                     |                                                 | Tülay                                                             | Marlboro Music, Raks Müzik                                                   |
| 1992 | Production, Artist, Songwriter                | Tülay                                                                     | Your Sex Is "X" (Your Mind Is "Y")              | Tülay                                                             | Marlboro Music                                                               |
| 1992 | Production, Artist, Songwriter                | Tülay                                                                     | Tülay's Song                                    | Tülay                                                             | Marlboro Music                                                               |
| 1992 | Production, Artist, Songwriter                | Tülay                                                                     | Tülay's Song                                    | The Radio-Section                                                 | Marlboro Music                                                               |
| 1992 | Backing Vocals                                | Gary Puckett                                                              | Love Me Tonight                                 | Love Me Tonight                                                   | M-Street, Freizeit Revue Music                                               |
| 1992 | Backing Vocals                                | Paris Red                                                                 | Promises                                        | Promises                                                          | Epic - A division of Sony BMG Music Entertainment, Dance Pool, Allstar Music |
| 1992 | Vocals                                        | Various - Marlboro Music                                                  |                                                 | Various - Marlboro Music                                          | Marlboro Music                                                               |
| 1993 | Production, Artist, Songwriter                | Tülay                                                                     | Take your Time, Principle Of Pressure, Homeland | Six hours in Mauritius blue                                       | Marlboro Music                                                               |
| 1993 | Production, Artist, Songwriter                | Tülay                                                                     | Take your Time                                  | Six hours in Mauritius blue                                       | Marlboro Music                                                               |
| 1993 | Production, Artist, Songwriter                | Tülay                                                                     | Your Sex is X, Running Trough Lies              | Six hours in Mauritius blue                                       | Blue Flame                                                                   |
| 1993 | Backing Vocals                                | Mayte                                                                     | Too dramatic                                    |                                                                   | Control                                                                      |
| 1993 | Production                                    | Apron                                                                     | Lost my feeling                                 | Fat, Rich & Famous                                                |                                                                              |
| 1996 | Vocals, Artist                                | Megagrete                                                                 | Ich steh auf Dich                               |                                                                   | Metronome Music                                                              |
| 1998 | Production, Artist, Songwriter                | Tülay & Tülay feat. Markie J                                              | Son defa                                        |                                                                   | Music of one World                                                           |
| 1998 | Production, Artist, Songwriter                | Tülay                                                                     | Son defa                                        |                                                                   | Sony Music                                                                   |
| 1998 | Production, Artist, Songwriter                | Sony Music Neuheiten September 1998 - Teil I Singles                      | Son defa                                        |                                                                   |                                                                              |
| 1998 | Backing Vocals                                | Tuğçe San                                                                 | Devam Devam                                     |                                                                   | Dance Pool                                                                   |
| 1998 | Backing Vocals                                | Gary Puckett                                                              |                                                 | Europa                                                            | Riviere International Records                                                |
| 1999 | Backing Vocals                                | Bruda Sven Feat. J-Luv und Xavier Naidoo                                  | Ein und Alles                                   |                                                                   | Pelham Power Productions                                                     |
| 1999 | Vocals                                        | Bruda Sven                                                                | Ein und Alles                                   | Patentierte Zungenakrobatik                                       | Pelham Power Productions                                                     |
| 1999 | Backing Vocals                                | Mehmet Badan                                                              | Zilli                                           |                                                                   | Freew!rld                                                                    |
| 1999 | Production, Artist, Songwriter                | Tülay                                                                     | Bütün Dünya                                     | Various - The Music of one World                                  | Music of one World                                                           |
| 2001 | Production, Backing Vocals                    | Deutsche Bank präsentiert Anna Maria Kaufmann, Alexander Gero, Pappa Bear | With open arms                                  |                                                                   | ZYX Music                                                                    |
| 2002 | Songwriter, Backing Vocals, Choir Arrangement | Oxana & Julia G                                                           | Hard to say, Girlfriend                         |                                                                   | 69 Records, BMG Ariola                                                       |
| 2002 | Vocals, Artist                                | Queensize                                                                 | Son of a preacherman                            |                                                                   | 69 Records                                                                   |
| 2002 | Songwriter, Backing Vocals                    | Curly                                                                     | Set me free                                     |                                                                   | Paroli Records, Sony Music                                                   |
| 2003 | Songwriter, Backing Vocals                    | Miss K.                                                                   | Single Lady                                     |                                                                   | 69 Records, BMG Ariola                                                       |
| 2004 | Songwriter, Backing Vocals                    | Patrick Dewayne                                                           | Wenn du da draußen alleine bist, Wach auf       | Close Up                                                          | Hansa, BMG Music Berlin                                                      |
| 2005 | Backing Vocals                                | Chima                                                                     | Wundervoll                                      |                                                                   | Pelham Power Productions                                                     |
| 2005 | Backing Vocals                                | Corinna May, Queensize, Phillyz, Nadine                                   | I can't live without music                      | Ralph Siegel: So Viele Lieder Sind in Mir                         | Sony BMG Music Entertainment, Jupiter Records                                |
| 2010 | Backing Vocals                                | Marijke                                                                   |                                                 | Das Spiel                                                         | Deag, Warner Music Group                                                     |
| 2013 | Vocals                                        | Die großen Songs der Augsburger Puppenkiste                               |                                                 | The Kiste Und Gäste - Die großen Songs der Augsburger Puppenkiste | Lübbe Audio                                                                  |
| 2024 | Songwriter, Artist, Producer                  | Tuelay Sanlav                                                             | Soulfood und mein Eyecandy                      |                                                                   | Kitchengroove, Vertrieb Distrokid                                            |
| 2025 | Songwriter, Artist, Producer                  | Tuelay Sanlav feat. Hash Mill                                             | Onun Icin                                       |                                                                   | Kitchengroove, Vertrieb Distrokid                                            |
| 2025 | Songwriter, Artist, Producer                  | Tuelay Sanlav feat Markie J.                                              | Son defa                                        |                                                                   | Kitchengroove, Vertrieb Distrokid                                            |